# Karl-Heinz Ohlig
Karl-Heinz Ohlig (* 15. September 1938 in Koblenz; † 14. Januar 2024 in Saarbrücken) war ein deutscher römisch-katholischer Theologe und Religionswissenschaftler.

## Werdegang
Er studierte an der Theologischen Fakultät Trier und an der Universität Innsbruck. 1966 wurde er wissenschaftlicher Assistent für Katholische Theologie an der Universität des Saarlandes. Er wurde 1969 in Münster bei Karl Rahner zum Dr. theol. promoviert. 1970 folgte er dem Ruf als Professor an der Pädagogischen Hochschule des Saarlandes und wechselte 1978 auf eine Professur für Religionswissenschaft und Geschichte des Christentums am Institut für Katholische Theologie der Universität des Saarlandes. Von 1996 bis 1998 sowie von 2004 bis 2006 war er Dekan der Philosophischen Fakultät. Im Oktober 2006 wurde er emeritiert.

## Positionen
Als Theologe griff Ohlig immer wieder kontroverse Themen auf, wenn er zum Beispiel schon 1973 mit einem Werk die Frage stellte: „Braucht die Kirche einen Papst?“
In seinem Buch „Die Welt ist Gottes Schöpfung“ (Mainz 1984) wollte er den Schöpfungsglauben und die Evolutionstheorie versöhnen, indem er Schöpfungsakt und Entwicklung in ein zeitliches Nacheinander ordnete. Er ging davon aus, dass Gott „mit der Konstitution der kosmischen Energie, die sich im Urknall entladen hat, alle Gesetzmäßigkeiten in sie hineingelegt hat, die zur Entwicklung des Universums geführt haben“ (S. 109). Gottes Wirken wird auf diese Weise in der Zeit vor dem Urknall gesehen, wodurch ein späteres Eingreifen des Schöpfers in den Lauf der Entwicklung hinfällig ist.
In seinem Werk „Ein Gott in drei Personen? Vom Vater Jesu zum ‚Mysterium‘ der Trinität“ (1999) fragte er „historisch-kritisch“ nach der Entstehung des Dreifaltigkeits-Dogmas und nach den äußeren Bedingungen und philosophischen Voraussetzungen, die zu seiner Formulierung führten. Nach einer detaillierten Analyse der dogmengeschichtlichen Entwicklung der ersten Jahrhunderte kam Ohlig zum Ergebnis, dass die Lehre von der Dreifaltigkeit Gottes als eine kulturgeschichtliche Gestalt des christlichen Glaubens unter anderen gelten und nicht länger normativ sein sollte.
Friedmann Voigt schrieb über Karl-Heinz Ohligs religionshistorischen Ansatz: „Ohlig kann Marx zustimmen, dass die Kulturbedingtheit der Religion ‚in jeder ihrer Erscheinungsformen deutlich‘ wird. Aber er verweist gegen Marx zu Recht darauf, dass die Zeit der kulturellen Bedeutung der Religion längst nicht vorbei ist. Die historische Denkweise hat für Religionsgegner wie -verfechter eine beunruhigende Pointe: Die Religionsgeschichte ist von jeher eine narzisstische Kränkung des Absolutheitsanspruches von Religionen, aber auch der radikalen Religionskritik: Der Aufweis vom Werden, Wandel und Vergehen religiöser Vorstellungen stellt einen Einwurf gegen den Anspruch auf unvergängliche letzte Wahrheit dar.“

## Thesen zum frühen Islam
In den letzten Jahren vor seiner Emeritierung befasste sich Ohlig – der einräumte, „weder Orientalist noch spezialisierter Islamforscher, sondern Theologe und Religionswissenschaftler“ zu sein, was ein „nicht unbeträchtliches Manko“ sei – mit neuen, sehr kontroversen Thesen zur frühen Geschichte des Islam. 2005 gab er mit Gerd R. Puin den Sammelband Die dunklen Anfänge. Neue Forschungen zur Entstehung der frühen Geschichte des Islam heraus. Darin vertrat er die These, der Islam sei als christliche, antitrinitarische arabische Bewegung entstanden, „muhammadun“ (wörtlich: „ein Gepriesener“) sei ursprünglich nur ein Titel für Jesus Christus gewesen und bezeichne ihn auch im Koran. Die (Um-)Deutung als Name eines arabischen Propheten sei erst um das Jahr 800, also 150 oder 200 Jahre nach der traditionell angenommenen Lebenszeit Mohammeds, geschehen. Den Propheten Mohammed habe es demnach als historische Person niemals gegeben, vielmehr sei er eine fiktive Gestalt, eine auf einem Missverständnis beruhende Erfindung späterer Zeit, als sich der Islam zu einer eigenen Religion entwickelt und man sich nachträglich eine prophetische Gründerfigur ausgedacht habe.
In Zusammenarbeit mit dem Syrologen Christoph Luxenberg vertrat Ohlig die Auffassung, dass der Koran nicht nur einem syro-aramäischen Sprachumfeld entstamme, sondern zumindest in großen Teilen auf einer syrischen christlichen Grundschrift basiere, die lediglich ins Arabische übertragen worden sei, wobei dem Übersetzer allerdings mehrere sinnentstellende Fehler und Missverständnisse nachzuweisen seien. So beziehe sich zum Beispiel die Sure 97 in Wahrheit nicht auf die Verkündigung des Koran an einen Propheten Mohammed, sondern sei ursprünglich schlicht eine Beschreibung der Geburt Jesu.
Folgerichtig vertrat Ohlig die These, dass die bereits im späteren 7. Jahrhundert zweifelsfrei belegte islamische Zeitrechnung nicht auf der Hidschra beruhe, denn einen Propheten Mohammed habe es ja nie gegeben, und also auch keinen Auszug desselben aus Mekka; vielmehr beziehe sie sich auf den Beginn des Perserfeldzugs des oströmischen Kaisers Herakleios gegen das Sassanidenreich im Jahr 622. Bei diesem Kampf hätten christliche arabische Hilfstruppen auf der Seite des Herakleios eine wichtige Rolle gespielt und als Dank in diesem Jahr ein eigenes Reich als Foederaten gründen können. Die islamische Zeitrechnung beziehe sich also in Wahrheit auf die Gründung eines eigenen Reiches durch christliche Araber, die bald darauf die völlige Unabhängigkeit erreicht hätten.
Diese radikalen Thesen führte Ohlig mit Volker Popp und Christoph Luxenberg in Der frühe Islam (2007) weiter aus. Sie wurden in der Fachwelt diskutiert; besonders Tilman Nagel kritisierte Ohlig scharf. Ohlig antwortete auf Nagels Kritik in einer Rezension. Aufgrund der schlechten Quellenlage für das 7. Jahrhundert sind Ohligs Thesen nur schwer zu widerlegen; denn dass die arabisch-islamischen Berichte über Mohammed und die Islamische Expansion erst lange Zeit nach den Ereignissen entstanden, ist unbestritten.
Mit seinem Forschungsansatz war Ohlig ein Repräsentant der „Saarbrücker Schule“, die wiederum Teil der Revisionistischen Schule der Islamwissenschaft ist. Im 2020 erschienenen Band der „Saarbrücker Schule“ kündigte Ohlig, nun über 80-jährig, seinen Rückzug an. Die Arbeit als Koordinator des Forscherteams übernahm Robert Martin Kerr aus Brüssel. Im November 2020 wurde Ohlig eine Festschrift von Kollegen und ehemaligen Mitarbeitern zu Themen der Islamentstehung überreicht.

## Veröffentlichungen

### Herausgeberschaft
- mit Gerd-Rüdiger Puin: Die dunklen Anfänge – Neue Forschungen zur Entstehung und frühen Geschichte des Islam. (= Inârah. 1). Verlag Hans Schiler, Berlin 2005, ISBN 3-89930-128-5.
- Der frühe Islam – Eine historisch-kritische Rekonstruktion anhand zeitgenössischer Quellen. (= Inârah. 2). Verlag Hans Schiler, Berlin 2007, ISBN 978-3-89930-090-1.
- mit Markus Groß: Schlaglichter – Die beiden ersten islamischen Jahrhunderte. (= Inârah. 3). Verlag Hans Schiler, Berlin 2008, ISBN 978-3-89930-224-0.
- mit Markus Groß: Vom Koran zum Islam – Schriften zur frühen Islamgeschichte und zum Koran. (= Inârah. 4). Verlag Hans Schiler, Berlin 2009, ISBN 978-3-89930-269-1.
- mit Markus Groß: Die Entstehung einer Weltreligion. Verlag Hans Schiler, Berlin.
  - Bd. 1: Von der koranischen Bewegung zum Frühislam, Teil 1 (= Inârah. 5). 2010, ISBN 978-3-89930-318-6.
  - Bd. 2: Von der koranischen Bewegung zum Frühislam, Teil 2 (= Inârah. 6). 2011, ISBN 978-3-89930-345-2.
  - Bd. 3: Die heilige Stadt Mekka – eine literarische Fiktion. (= Inârah. 7). 2014, ISBN 978-3-89930-418-3.
  - Bd. 4: Mohammed – Geschichte oder Mythos? (= Inârah. 8). 2017, ISBN 978-3-89930-100-7.
  - Bd. 5: Der Koran als Werkzeug der Herrschaft (= Inârah. 9). 2020, ISBN 978-3-89930-215-8.

### Bücher
- mit Heinz Schuster: Blockiert das katholische Dogma die Einheit der Kirchen?, Düsseldorf, Patmos-Verlag, 1971.
- Die theologische Begründung des neutestamentlichen Kanons in der alten Kirche (= Kommentare und Beiträge zum Alten und Neuen Testament). Patmos, Düsseldorf 1972, 336 S.
- Braucht die Kirche einen Papst? Umfang und Grenzen des päpstlichen Primats (= Topos-Taschenbücher. Bd. 10). Patmos, Düsseldorf 1973, 160 S.
  - Amerik. Übers.: Why We Need the Pope. The Necessity and Limits of Papal Primacy. Mit einem »Postscript for the American Edition: The Lutheran-Catholic Dialogue in the U.S.A.« (S. 138–143). Übers. von Robert C. Ware. Abbey Press, St. Meinrad (Indiana) 1975, 152 S.
- Jesus, Entwurf zum Menschsein. Überlegungen zu einer Fundamental-Christologie. Katholisches Bibelwerk, Stuttgart 1974, 100 S.
- Fundamentalchristologie. Im Spannungsfeld von Christentum und Kultur. Kösel, München 1986, 722 S.
- Christologie I. Von den Anfängen bis zur Spätantike (= Texte zur Theologie, Dogmatik. Hrsg. von Wolfgang Beinert. Bd. 4.1). Styria, Graz/Wien/, Köln 1989, 227 S.
- Christologie II. Vom Mittelalter bis zur Gegenwart (= Texte zur Theologie, Dogmatik. Hrsg. von Wolfgang Beinert. Bd. 4.2). Styria, Graz/Wien/Köln 1989, 239 S.
- Ein Gott in drei Personen? Vom Vater Jesu zum „Mysterium“ der Trinität. Grünewald, Mainz und Edition Exodus, Luzern 1999, 136 S.
- Weltreligion Islam. Eine Einführung. Mit einem Beitrag von Ulrike Stölting. Grünewald, Mainz und Edition Exodus, Luzern 2000, 381 S.
- Religion in der Geschichte der Menschheit. Die Entwicklung des religiösen Bewusstseins. Wissenschaftliche Buchgesellschaft, Darmstadt 2002, 272 S.
- Haben wir drei Götter? Vom Vater Jesu zum „Mysterium“ der Dreifaltigkeit. Lahn, Kevelaer 2014, ISBN 978-3-8367-0866-1.

### Artikel
- Einer oder drei? Vom „Vater Jesu“ zur Trinität Imprimatur 2/1998 (Memento vom 12. Juni 2010 im Internet Archive)
- Gibt es eine „Letztbegründung“ des (christlichen) Gottesglaubens? Ein neuer Trend in der deutschen katholischen Fundamentaltheologie Imprimatur 2/2001 (Memento vom 17. März 2007 im Internet Archive)
- Das syrische und arabische Christentum und der Koran. In: Karl-Heinz Ohlig, Gerd-Rüdiger Puin (Hrsg.): Die dunklen Anfänge. Neue Forschungen zur Entstehung und frühen Geschichte des Islam. Inârah, Schriften zur frühen Islamgeschichte und zum Koran. Band 1. Institut zur Erforschung der frühen Islamgeschichte und des Koran. Schiler, Berlin 2005, ISBN 978-3-89930-128-1
- Auferstehung, was bedeutet das? (I) Imprimatur 1/2005 (Memento vom 13. März 2007 im Internet Archive) (II) Imprimatur 2/2005 (Memento vom 17. April 2009 im Internet Archive) (III) Imprimatur 3/2005 (Memento vom 17. April 2009 im Internet Archive)
- Die anthropologische Begründung der Christologie (I) Imprimatur 4/2005 (II) Imprimatur 5+6/2005
- Die Anfänge des Islam – Neue Thesen und Erkenntnisse Imprimatur 5+6/2005
- Zur Entstehung und Frühgeschichte des Islam „Politik und Zeitgeschichte“, Heft Islam Nr. 26-27/2007, 25. Juni 2007 (PDF; 3,4 MB)
- Zum Echo auf die Veröffentlichungen von Inarah in Presse und Fachwelt. In: Markus Groß, Karl-Heinz Ohlig (Hrsg.): Die Entstehung einer Weltreligion I. Von der koranischen Bewegung zum Frühislam. Schiler, Berlin 2010, ISBN 978-3-89930-318-6.
- Neue Forschungsergebnisse zu den Anfängen des Islam – Eine Einführung. In: Markus Groß, Karl-Heinz Ohlig (Hrsg.): Die Entstehung einer Weltreligion I. Von der koranischen Bewegung zum Frühislam. Schiler, Berlin 2010, ISBN 978-3-89930-318-6.